# Juling
Juling és un cràter sobre la superfície del planeta nan Ceres, situat amb el sistema de coordenades planetocèntriques a -34.74 ° de latitud nord i 169.96 ° de longitud est. Fa un diàmetre de 20 km. El nom va ser fet oficial per la UAI el quatre de desembre del 2015 i fa referència a Juling, esperit de la collita de la cultura dels semang.